# Girl Crazy
Girl Crazy es un musical de 1930 con música y letras de George e Ira Gershwin respectivamente, y libreto de Guy Bolton y John McGowan. Ethel Merman hizo su rol de debut en este musical, y Ginger Rogers también se hizo famosa interpretándolo.
Ha sido adaptado al cine en tres ocasiones, la más popular la de 1943, con Judy Garland y Mickey Rooney. Sus canciones más conocidas son Embraceable You y I Got Rhythm.